# Cilvēka bērns
Cilvēka bērns (lettgalliska: Cylvāka bārns) är en lettisk melodramfilm från 1991 som regisserades och skrevs av Jānis Streičs. Filmen bygger på boken med samma namn av Jānis Klīdzējs och var den första som spelades in på lettgalliska. Den blev den första lettiska filmen som nominerades till en Oscar för bästa utländska film.
Filmen premiärvisades den 26 december 1991 för inblandade i produktionen och gick senare upp på bio för allmänheten 17 januari 1992.
2016 restaurerades filmen av Studija Lokomotīve.

## Handling
Filmen utspelar sig i 1920-talets Lettgallen. Lilla Bonifācijs Pāvulāns, kallad Boņuks, lever med sin familj på landet. Boņuks vill gifta sig med den vackra grannens dotter, Brigita, men hon har sin egen dröm - Alexis. När Bigija bjuder in Boņuks till sitt bröllop och senare går iväg med sin man, går pojken till bilden av Frälsaren för att be att Guds Moder ska hjälpa Brigita i ett främmande land.

## Rollista
- Andrejs Rudzinskis – Bonifacijs Paulāns, Boņuks
- Akvelīna Līvmane – mamma
- Jānis Paukštello – pappa
- Boļeslavs Ružs – farfar Izidors
- Uva Segliņa – faster Malvīne
- Inese Laizāne – faster Zuze
- Maija Korkliša – faster Anna
- Signe Dundure – Brigita, Bigī
- Kristaps Streičs – Tancis
- Agnese Latkovska – Paulīne
- Andris Korklišs – Justs
- Nauris Klētnieks – Solomons
- Jānis Streičs – dekan
- Felikss Deičs – Šmuškins
- Bērtulis Pizičs – gudfar
- Antons Kūkojs – Kazačs
- Indra Roga – faster Lidija
- Romualds Ancāns – bröllopsmusiker
- Mārtiņš Dančausks – Pēterītis
- Aleksandrs Zeimuļs-Priževoits – Aleksis
- Jānis Žugovs – faster Lidijas man
- I övriga roller - Sandra Sila, Viktorija Streiča och skådespelare från Rēzekne Folkteater.[4][5]

## Produktion
Inledningsvis tänkte regissören Jānis Streičs skapa en TV-serie baserad på berättelsesamlingen Gājputnu dziesma (1944) av Jānis Klīdzējs. Men efter att ha fått boken Cilvēka bērns av Jānis Klīdzējs personligen skickad till sig av författaren lämnade den ett stort intryck på regissören, som ändrade sina kreativa planer.
Filmproduktionen finansierades och övervakades av Sovjetunionens statliga filmkommitté, Goskino, i Moskva, manuset accepterades utan invändningar av den nya regimen. Cilvēka bērns är den sista lettiska filmen som finansierats med medel från Sovjetunionen och den första långfilmen från Lettlands återvunna självständighet.
Filmen producerades ursprungligen av Riga Film Studio. 1990 delades studion upp i olika produktionsbolag där Filmstudija Trīs togs över av Rolands Kalniņš och upptog produktionen av Cilvēka bērns.

### Inspelning
Filmen började spelas in med pengar från Sovjetunionens statliga filmkommitté, som ursprungligen var 300 000 sovjetiska rubel. Under inspelningen led Lettland av monetär inflation, vilket avsevärt ökade inspelningsbudgeten.
Inspelningen av filmen började hösten 1990 och fortsatte spelas in 1991 i Rēzekne, Viļani och Ludza i Lettgallen och i Riga. Under inspelningarna pågick den sjungande revolutionen i Lettland vilket försenade inspelningarna eftersom medlemmarna i filmproduktionen deltog i januariprotesterna.

## Distribution
Premiären av Cilvēka bērns ägde rum julen 1991 i Rēzekne Pienas kulturhus och i Riga biograf den 17 januari 1992.
Den färdiga filmen och dess råmaterial köptes upp av kommunerna Rēzekne och Daugavpils från Sovjetunionens statliga filmkommitté för 1 000 000 sovjetiska rubel.
2017 utgavs i Lettland en restaurerad version av filmen på DVD i serien Latvijas filma.